# Cómo te extraño mi amor
«Cómo te extraño mi amor» es una balada romántica de Nueva Ola de 1964 escrita por el cantante Leo Dan, incluida en su álbum homónimo, y uno de sus más reconocidos éxitos musicales. También es uno de los temas que se escuchan en la película de 1966 ¡Como te extraño...! protagonizada por el propio Leo Dan. En 2018 la canción fue incluida en el álbum en vivo Celebrando una leyenda, en la que la interpreta junto al cantante mexicano Rubén Albarrán de Café Tacvba.
Según el autor, la canción nació en la provincia de Córdoba cuando filmaba la película y está inspirada en el infructuoso encuentro con una reportera brasileña interesada en su éxito anterior, Celia, con la cual nunca volvió a coincidir. Originalmente la canción se titularía Soraya, nombre de la periodista.

## Versiones

### Versión de Café Tacvba
En 1996 la banda de rock alternativo Café Tacuba hizo su versión  con los generos del rock-pop y el ska, esta canción incluyéndola en el álbum Avalancha de éxitos, y luego en el recopilatorio Tiempo transcurrido. Es una de las canciones más populares de la banda mexicana. El videoclip de este cover fue nominado a "Mejor vídeo del año" en los Premios Lo Nuestro. Esta versión fue utilizada en la banda sonora de la película de Alejandro González Iñárritu, Biutiful. La banda mexicana resignificó la canción para dedicarla a las madres de las personas desaparecidas.

### Otras versiones
En 2016, el puertorriqueño Manny Manuel grabó este tema en estilo tropical, llegando a la posición 7 en las listas Billboard del género.

## Posición en listas
| Año  | Lista                                | Versión      | País           | Posición más alta | Semanas en lista | Ref.          |
| ---- | ------------------------------------ | ------------ | -------------- | ----------------- | ---------------- | ------------- |
| 1964 | Billboard Hits of The World          | Leo Dan      | Argentina      | 1                 | -                | [ 27 ]        |
| 1964 | Billboard Hits of The World          | Leo Dan      | Chile          | 2                 | -                | [ 28 ]        |
| 1964 | Billboard Hits of The World          | Leo Dan      | Perú           | 1                 | -                | [ 27 ] [ 28 ] |
| 2016 | Billboard. Top Tropical Songs Charts | Manny Manuel | Estados Unidos | 7                 | 13               | [ 26 ]        |

## Certificaciones
| Región            | Certificación | Unidades | Ref.   |
| ----------------- | ------------- | -------- | ------ |
| México (AMPROFON) | Oro + Platino | 120,000  | [ 29 ] |